# Prințul Alfons al Bavariei
Prințul Alfons al Bavariei (germană Alfons Maria Franz von Assisi Klemens Max Emanuel Prinz von Bayern) (24 ianuarie 1862 – 8 ianuarie 1933) a fost membru al familiei regale bavareze de Wittelsbach și general de cavalerie.

## Biografie
La palatul Nymphenburg, la 15 aprilie 1891 s-a căsătorit cu verișoara lui, Prințesa Louise d'Orléans, fiica lui Prințul Ferdinand, Duce de Alençon și a Ducesei Sophie Charlotte de Bavaria (sora împărătesei Sisi a Austriei).
Împreună au avut doi copii:
- Joseph de Bavaria (1902-1990), prinț al Bavariei, nu s-a căsătorit niciodată;
- Elisabeta de Bavaria (1913-2005), prințesă a Bavariei; s-a căsătorit prima dată cu Franz Josef Kageneck (1915–1941), apoi cu Ernst Küstner (1920)